# Моштейру-де-Фрагуаш
Моштейру-де-Фрагуаш (порт. Mosteiro de Fráguas)  —  район (фрегезия) в Португалии,  входит в округ Визеу. Является составной частью муниципалитета  Тондела. Находится в составе крупной городской агломерации Большое Визеу. По старому административному делению входил в провинцию Бейра-Алта. Входит в экономико-статистический  субрегион Дан-Лафойнш, который входит в Центральный регион. Население составляет 621 человек на 2001 год. Занимает площадь 10,31 км².